# سيدة مايو (مسرحية)
ذا ليدي أُوف ماي (بالإنجليزية: The lady of may)‏ هي مسرحية من عمل واحد لشاعر عصر النهضة الإنجليزي السيد فيليب سيدني. وتعتمد المسرحية على التقليد الأدبي للرعي، وتتميز بمضمونها المزعوم المتعلق بالملكة إليزابيث الأولى، التي تم انتاجها لأول مرة في مزرعة إيرل ليسترالريفية في وانستيد  وطُلب إلى الملكة إليزابيث أن تتوسط في نتيجة  القناع نفسه.

## الحبكة
تقترب امرأة من الملكة بينما تمشي في حديقة وانستيد كمتوسلة، وتقول لها أن ابنتها - سيدة ماي- لديها خطيبين، وأنها تود من الملكة أن تحكم على ايهما يجب أن يفوز بيدها.
وبعد أن غادروا، خرج حشد من الناس. وكان هناك ستة حراجيين وستة رعاة (من بينهم الخطيبين) وسيدة ماي نفسها ومدير مدرسة يدعى رومبوس. وبعد شجار قصير بين رومبوس وسيدة ماي، يبدأ الخطيبين ثيريون وإسبيلوس مسابقة غنائية. ومع الانتهاء من هذا، تبدأ مناقشة ثانية بين ريكسوس والحراجي مثل ثيريون ودوركاس والراعي مثل إسبيلوس. وكان يُديرها رومبوس. وتحكم الملكة أن إسبيلوس فاز بالمسابقة ويُغني إسبيلوس للإحتفال. وأخيرا، تأخذ الشخصيات إجازة من الملكة.وتنتهي المسرحية.

## المحتوى المجازي
وقد قالت الناقدة هيلين كوبر أن شخصيات ثيريون وإسبيلوس يرتبطون بالخاطبين الحقيقيين للملكة إليزابيث إيرل ليستر والسير كريستوفر هاتون على الترتيب. ويتم استخدام أصول الأسماء كدليل على هذا الادعاء: (ثيريون) يأتي من المعنى اليوناني: الوحش البري، والذي يتعلق بشارة ليستر للدب، و (اسبيلوس) يأتي  من المعنى اليوناني: شعر بالضغط، وهو وصف لـلقبعة (الذي نشأ منه اسم لقب هاتون). كانت توصية سيدني لهاتون من أجل يد إليزابيث حادة بشكل خاص بالنظر إلى أن وانستيد، حيث تم إعداد المسرحية وتقديمها، كانت مملوكة من قبل ليستر
الذي من المفترض أن يكون حاضرا في الأداء.
أما التفسيرات الأخرى للوصية فترى أن النزاع يتعلق بالأمير الكاثوليكي الفرنسي ألينسون.

## تاريخ النشر
وقد نشر هذا القناع لأول مرة (وإن كان بدون عنوان) في صحيفة سيدني عام 1598 من صحيفة أركاديا.